# 圣西尔拉罗什
圣西尔拉罗什（法語：Saint-Cyr-la-Roche，法語發音：[sɛ̃ siʁ la ʁɔʃ]）是法国科雷兹省的一个市镇，位于该省西部偏南，属于布里夫拉盖亚尔德区。

## 地理
圣西尔拉罗什（45°16'17"N, 1°23'27"E）面积8.24 平方千米，位于法国新阿基坦大区科雷兹省，该省份为法国中南部省份，北起上维埃纳省和克勒兹省，西接多爾多涅省，南至洛特省，东临多姆山省和康塔爾省。
与圣西尔拉罗什接壤的市镇（或旧市镇、城区）包括：奥布雅、圣博内拉里维耶尔、圣索尔夫、罗塞河畔瓦尔、维尼奥勒。

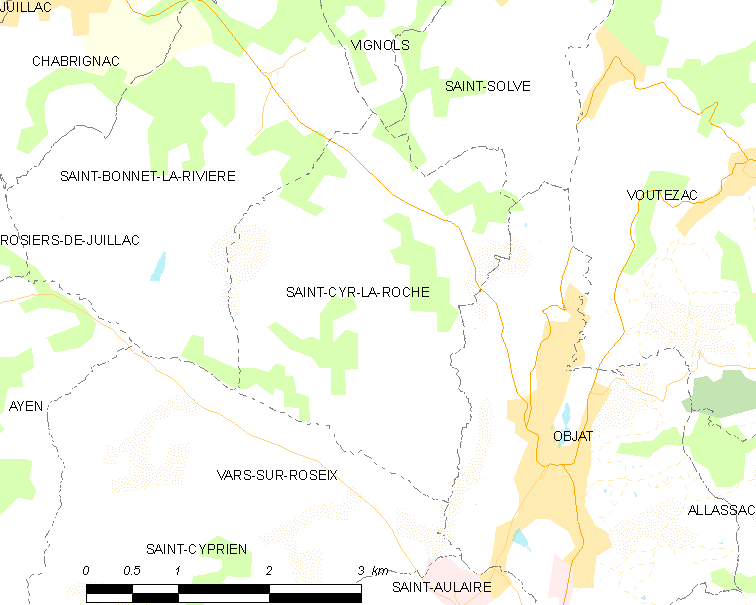
圣西尔拉罗什的OSM定位图

圣西尔拉罗什的时区为UTC+01:00、UTC+02:00（夏令时）。

## 行政
圣西尔拉罗什的邮政编码为19130，INSEE市镇编码为19196。

## 政治
圣西尔拉罗什所属的省级选区为利桑多奈县。

## 人口

1962-2008年间圣西尔拉罗什人口变化图示

圣西尔拉罗什于2022年1月1日时的人口数量为458人。